# Nation Europa
Nation Europa, aussi appelé Nation und Europa, est un mensuel allemand d'extrême droite à visée européenne, basé à Cobourg. Il est fondé en 1951 par un collectif nazi et sa publication se poursuit jusqu'en 2009, année où lui succède Zuerst! (en).

## Histoire
Nation Europa est fondé par l'ancien Waffen-SS Arthur Ehrhardt (en) et le militant nazi Herbert Böhme (en) en 1951. Il tire son titre d'une expression utilisée par Oswald Mosley pour décrire sa vision de l'Europe « Europe a Nation ». Adoptant une vision européenne, des écrivains francophones comme Gaston-Armand Amaudruz et Maurice Bardèche sont étroitement associés à la publication. À ses débuts, son principal actionnaire est le néo-nazi suédois et ancien athlète olympique Carl-Ehrenfried Carlberg (en). Il est édité par Arthur Ehrhardt en association avec un conseil d'administration composé du Suédois Per Engdahl, du Suisse Hans Oehler (en), du Néerlandais Paul van Tienen, du Suédois Erik Lærum (da) et de l'Australien Erich Kern (en).
Après la mort d'Arthur Ehrhardt en 1971, Peter Dehoust (de) reprend l'édition de la revue. Elle connaît un tirage de 10 000 exemplaires en 1984.
Par la suite, Nation Europa s'associe à la Ligue allemande pour le peuple et la patrie (en). Le mensuel est accusé de donner de promouvoir le nazisme, et fait l'objet d'une enquête du gouvernement allemand à cette fin. Il est aussi accusé de négationnisme.
Nation Europa est racheté par l'éditeur Dietmar Munier (de) en 2009, qui le remplace par un nouveau titre, Zuerst! (en).

## Auteurs notables
- Gaston-Armand Amaudruz[8]
- Ferdinand Ďurčanský[8]
- Per Engdahl[8]
- Erwin Guido Kolbenheyer[9]
- Gerhard Krüger[8]
- Oswald Mosley[10]
- Werner Naumann[11]
- Harald Neubauer[12]
- Hans Oehler[8]
- Oswald Pirow[13]
- Karl-Heinz Priester[14]
- Alexander Raven Thomson[15]